# ماسون ويليام
ماسون ويليام (بالإنجليزية: Mason Ellsworth Hale)‏ هو عالم أشنيات ‏ أمريكي، ولد في 29 سبتمبر 1928 في مقاطعة ليتشفيلد في الولايات المتحدة، وتوفي في 23 أبريل 1990 في مقاطعة أرلنغتون في الولايات المتحدة.